# Лудза
Лудза (латис. Ludza, нім. Ludsen), до 1918 Люцин — місто на сході Латвії, у Латгалії, адміністративний центр Лудзенського району. Залізнична станція на лінії Резекне — Великі Луки. Населення — 10 247 жителів (2004).

## Назва
- Лузда (латис. Ludza;  вимова)
- Людзен, Лудзен (нім. Ludsen)
- Люцин (пол. Lucyn, рос. Люцин)
- Люці (ест. Lutsi)

## Історія
Відоме з 1173 (одне із старих міст Латвії). У 1399 тевтонці побудували в місті фортецю поверх старої латгальськой фортеці, використавши Лудзу як східний форпост Лівонії. Міське право — з 1777.

### Хулігани
У вересні 1953 року в Лудзі відбулися події, незвичайні навіть за умов того підвищеного рівня злочинності, що був характерний для повоєнного Радянського Союзу: «окупація» міста хуліганами. Осередком злочинної активності стало ремісниче училище № 5, де переважна більшість учнів була російськомовними міґрантами (близько половини — сироти з білоруських дитячих будинків, що втратили батьків під час війни). Груба поведінка майстрів призвела до протистояння учнів та адміністрації, яка через свою безпорадність вимушена була звертатися до міліції, щоб встановити бодай якусь дисципліну. Це, у свою чергу, викликало ворожість учнів і до правоохоронців.
З початком навчального року старші учні не стали відвідувати уроки, били молодших, віднімали в них речі, примушували красти овочі в городах місцевих мешканців та взагалі дезорганізували училищне життя. В середині вересня розпочалася кримінальна активність підлітків на вулицях міста, з 17 вересня — сутички з міліцією (побиття міліціонерів натовпом хуліганів, закидування будинку відділення міліції камінням). Міліція була деморалізована, а хулігани, не зустрівши спротиву, у ніч з 22 на 23 вересня фактично захопили місто, патрулювали його з кийками та камінням, грабували та бешкетували.
Заворушення припинилися лише після міліцейської спецоперації та арешту 43 колишніх вихованців дитбудинків (загальне число учнів училища було 201).

## Населення
| 1897 | 1989  | 2004  | 2008 | 2009 | 2011 | 2015 | 2016 | 2017 | 2019 | 2020 | 2021 |
| ---- | ----- | ----- | ---- | ---- | ---- | ---- | ---- | ---- | ---- | ---- | ---- |
| 5140 | 11853 | 10247 | 9734 | 9677 | 8931 | 8349 | 8718 | 8071 | 7777 | 7667 | 7473 |

## Транспорт
Залізнична станція на лінії Резекне — Великі Луки.